# روث كولي
روث كولي (بالإنجليزية: Ruth Collie)‏ (1889، كامبريدج في المملكة المتحدة - 6 مارس 1936، لندن في المملكة المتحدة)؛ كاتِبة وشاعرة بريطانية.